# 巴力吉提
巴力吉提（1926年10月—1998年2月26日），女，蒙古族，新疆和布克赛尔人，厄鲁特蒙古旧土尔扈特部北路盟第九代亲王。

## 生平
1926年10月，旧土尔扈特部北路盟亲王鄂多勒莫扎布之子、辅国公多尔济阿拉什家出生一个女儿巴力吉提。1937年，巴力吉提11岁时，年仅25岁的父亲多尔济阿拉什病逝。1938年，祖父鄂多勒莫扎布亲王逝世。多尔济阿拉什是鄂多勒莫扎布亲王的独子，多尔济阿拉什逝世后仅留下两个女儿，所以王位由多尔济阿拉什的妻子、23岁的乔嘉甫继承。巴力吉提不是乔嘉甫的亲生女儿，而是多尔济阿拉什与前妻所生。
1944年秋，三区革命发生。新疆省政府主席吴忠信随即成立新疆省宣抚委员会，将新疆各民族知名人士组成6个宣抚大队，分派到新疆各地（主要在三区）宣抚。乔嘉甫亲王率塔城宣抚队在塔城、和丰、额敏等县活动，与塔城专员平戎运来茶糖、布匹等牧民用品，并且从额敏、沙湾等县运来米面分给民众，以便争取民心。1945年7月底，三区民族军包围并攻占额敏城。8月初，躲在迪化（今乌鲁木齐）娘家的乔嘉甫派巴力吉提以及贡庆喇嘛（又译宫青喇嘛）、王府管家等人回到部落变卖财产，并发动民众对抗三区。
当时，巴力吉提初中刚毕业。她和贡庆喇嘛、管家等人坐乔嘉甫从新疆省政府要来的嘎斯车回家乡，新疆省政府还送来一卡车枪支弹药以及宣抚部众用的烟、酒、糖、茶、布匹等等，随同前往。巴力吉提一行经额敏县时，遭到三区民族军截获。民族军当时刚攻占额敏，正在同塔城的国军谈判。三区民族军军官向巴力吉提一行宣传三区革命的意义。塔城谈判成功以后，三区民族军准备进攻和丰县城。巴力吉提与贡庆喇嘛商议后，把枪支弹药捐给民族军，又把大卡车借给民族军使用。民族军带巴力吉提一道上路。吉木乃、和丰游击队已包围和丰县城。刚在塔城组建的民族军独立骑兵旅一部大约600多人，在苏联军事顾问多斯凯诺夫领导下，抵达和丰县，1945年8月14日会同吉木乃游击队、和丰游击队进攻和丰县城，并成功攻占。巴力吉提、贡庆喇嘛、游击队队长宗古鲁甫巴士为三区民族军的胜利而庆功。此后，巴力吉提投入护理伤病员及掩埋尸体、安定社会秩序等工作中。民族军短暂休整后，又继续进军阿山区。民族军攻占阿山区，返回伊犁途经和布克赛尔时，休整并筹建三区的和丰县革命政府。
1945年9月8日，和丰县革命政府成立。贡庆喇嘛因为配合三区民族军攻占和丰有功，在民众中又有威望，被任命为和丰县县长。1946年1月，三区政府封巴力吉提为亲王，并颁发亲王印。乔嘉甫的亲王之位随之不被三区政府承认。巴力吉提亲王是新疆蒙古族历史上第二个女王（第一个是乔嘉甫）。
乔嘉甫多次派人劝巴力吉提脱离三区政府，回到乔嘉甫身边，但都遭巴力吉提拒绝。1947年9月21日，三区政府在伊宁市举行蒙古族人民代表大会，包括巴力吉提在内的150名代表出席会议。大会宣布成立三区蒙古族文化会（简称“蒙文会”），巴力吉提当选为蒙文会会员。
1946年，巴力吉提加入三区的革命青年团，并任和丰县的革命青年团宣传委员。巴力吉提改革和布克赛尔蒙古族的陈规陋习，号召妇女改革服饰，穿布拉吉（俄式裙子），倡导男女平等，婚姻自由。
巴力吉提爱上一位出身贫寒但受过教育、曾任三区革命游击队队长的一个青年。这遭到贡庆喇嘛及部落上层反对。按照封建法规，女王若结婚就须放弃王位，但巴力吉提若放弃王位则无后代继承。巴力吉提为了爱情，宁愿舍弃王位。三区政府领导人为稳定民心，1948年5月在巴力吉提的未婚夫的家乡乌苏，秘密为巴力吉提举行简易婚礼。
中华人民共和国成立后，1950年10月，巴力吉提被推荐为新疆妇女代表，到陕西西安出席西北妇女代表大会。抗美援朝时期，巴力吉提将全部财产捐献给中国人民志愿军，获得陶峙岳表扬。1952年元月，巴力吉提的丈夫调往乌鲁木齐任职，巴力吉提随往。同年4月，被中共党组织安排在新疆省妇联当干事。其间，被派到乌苏参加减租反霸运动，后来又被派往吐鲁番参加土地改革一年。因表现突出，回到乌鲁木齐后被提升为新疆省妇联福利部副部长。
1955年，因丈夫调到博尔塔拉蒙古自治州任职，巴力吉提也调到博尔塔拉蒙古自治州，被任命为博尔塔拉蒙古自治州妇联主任。
文化大革命时期，巴力吉提受到冲击，被下放到五七干校劳动。中共十一届三中全会后，中共党组织复议她的历史问题，为她平反，安排她任巴音郭楞蒙古自治州政协常委。1982年，被任命为巴音郭楞蒙古自治州政协秘书长。同年，当选为新疆维吾尔自治区妇女代表大会代表。1984年4月，当选为巴音郭楞蒙古自治州政协第五、六届副主席。1993年元月，当选为第七届新疆维吾尔自治区政协委员。1998年元月，又当选为第八届新疆维吾尔自治区政协委员。
1998年2月26日，巴力吉提因突发急病而在乌鲁木齐逝世，享年72岁。按照其遗言，遗体被运回家乡和布克赛尔蒙古自治县的家族墓地安葬。